# Alchemilla animosa
Alchemilla animosa är en rosväxtart som beskrevs av A. Plocek. Alchemilla animosa ingår i släktet daggkåpor, och familjen rosväxter. Inga underarter finns listade i Catalogue of Life.